# Шарль Лебрен
Шарль Лебре́н (фр. Charles Le Brun; 24 лютого 1619 — 22 лютого 1690) — французький художник XVII століття, організатор Академії мистецтв та її перший директор. Робив релігійні композиції, виконував декоративні твори в садибах аристократів і короля, писав портрети.

## Життєпис

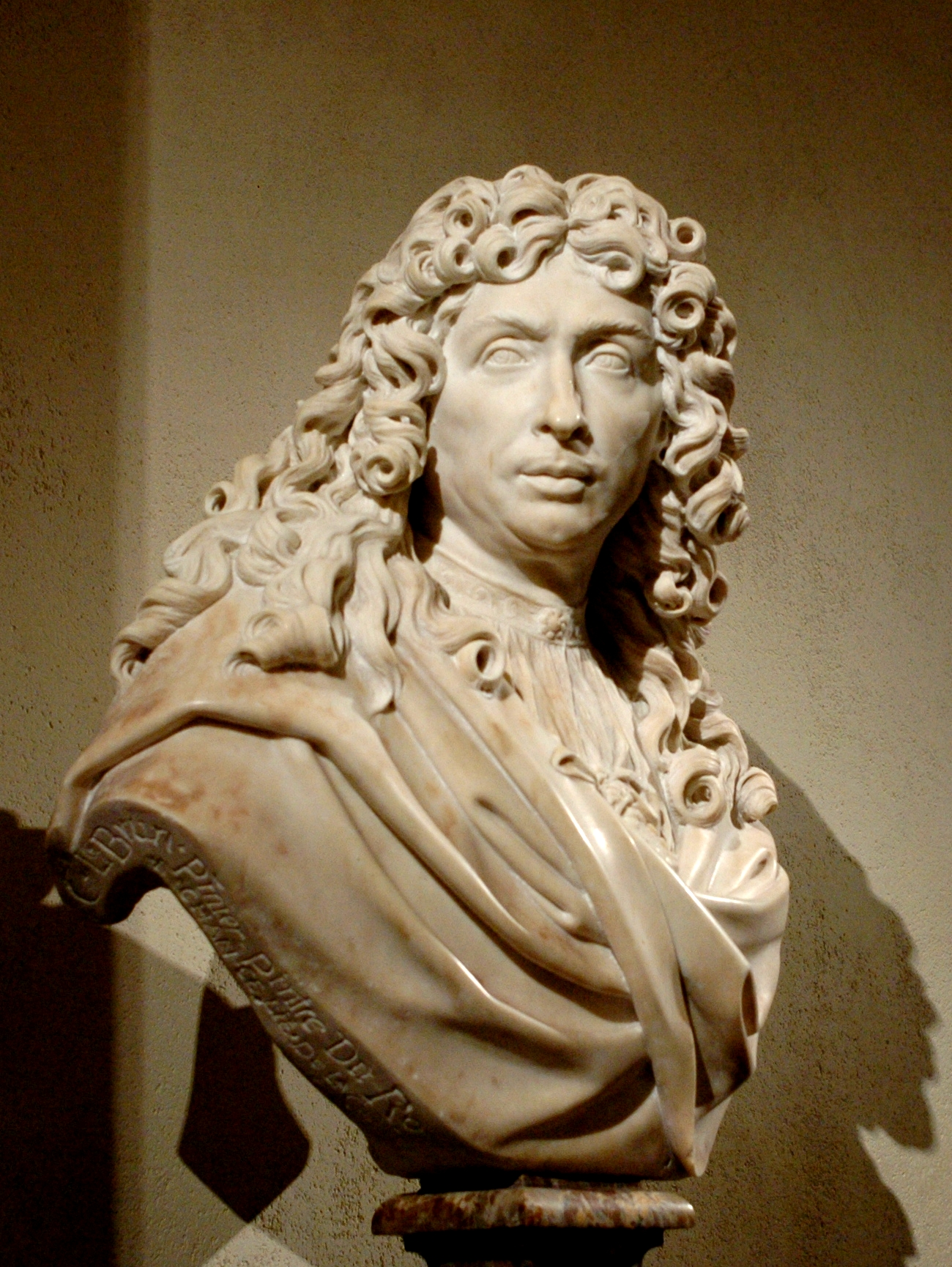
Скульптор Куазевокс, погруддя Шарля Лебрена, Лувр.

Мав просте походження. Народився в Парижі. Виявив художні здібності. Художню освіту та її навички почав опановувати в майстерні художника Франсуа Пер'є. Був помічений вельможею П'єром Сег'є (майбутнім канцлером), що сприяв переходу молодого митця в учні до Симона Вуе.
На твори Лебрена звернув увагу фактичний правитель Франції — кардинал Рішельє. Серед патронів цього періоду — художник Ніколя Пуссен, разом з яким Лебрен перебував у Італії в 1642—1646 рр.
В Римі склалася художня манера Лебрена — холоднувато велична, декоративна, орієнтована на зразки Величної манери римської школи. Малював Лебрен і портрети, але не любив як їх, так і пейзажі, вважав їх лише методою покращення майстерності художника.
Після повернення у Париж, брав участь в декоративних роботах в новому палаці міністра фінансів Ніколя Фуке разом з архітектором Луї Лево, найкращому палацово-парковому ансамблі доби. Став одною з фігур підступної інтриги кардинала Джуліо Мазаріні, що приховано стравлював двох вельмож — Ніколя Фуке та Кольбера. В протистоянні з Кольбером та королем Фуке програв і закінчив життя в ув'язненні, перебуваючи в тюрмі останні 15 років життя. Кольбер посів колишні посади Фуке, а митці, що працювали на Фуке, силоміць переведені на роботи в Версаль. Серед них — і Шарль Лебрен.
Перехід на замови короля сприяв значному зростанню кар'єри митця. Він отримав дворянство у 1662 р., титул першого королівського художника, довічну пенсію. Ще у 1660 Лебрен відновив роботу Мануфактури гобеленів, яка стала Королівською мануфактурою. У 1663 р. — він її перший директор. У 1666 р. Лебрен заснував Французьку академію у Римі, яка відігравала значну ролю в мистецькому житті Франції, через навчання в ній пройшла значна більшість майбутніх митців Франції, частка яких створила славу французької школи живопису XVII—XVIII століть. Серед них:
- Жак-Луї Давід
- Жан-Оноре Фрагонар, яскраві представники двох відомих мистецьких напрямків 18 століття — рококо і класицизму.

Твори Лебрена отримали статус офіційного зразка французького абсолютизму і значно вплинули на смаки та світосприйняття, ймовірно, двох поколінь офіційних художників на зламі XVII—XVIII століть в різних країнах Європи.
Помер в Парижі.

## Друкований твір
Після смерті митця вийшла з друку книга «Про методу навчання зображення почуттів» (1698 р.)

## Вибрані твори

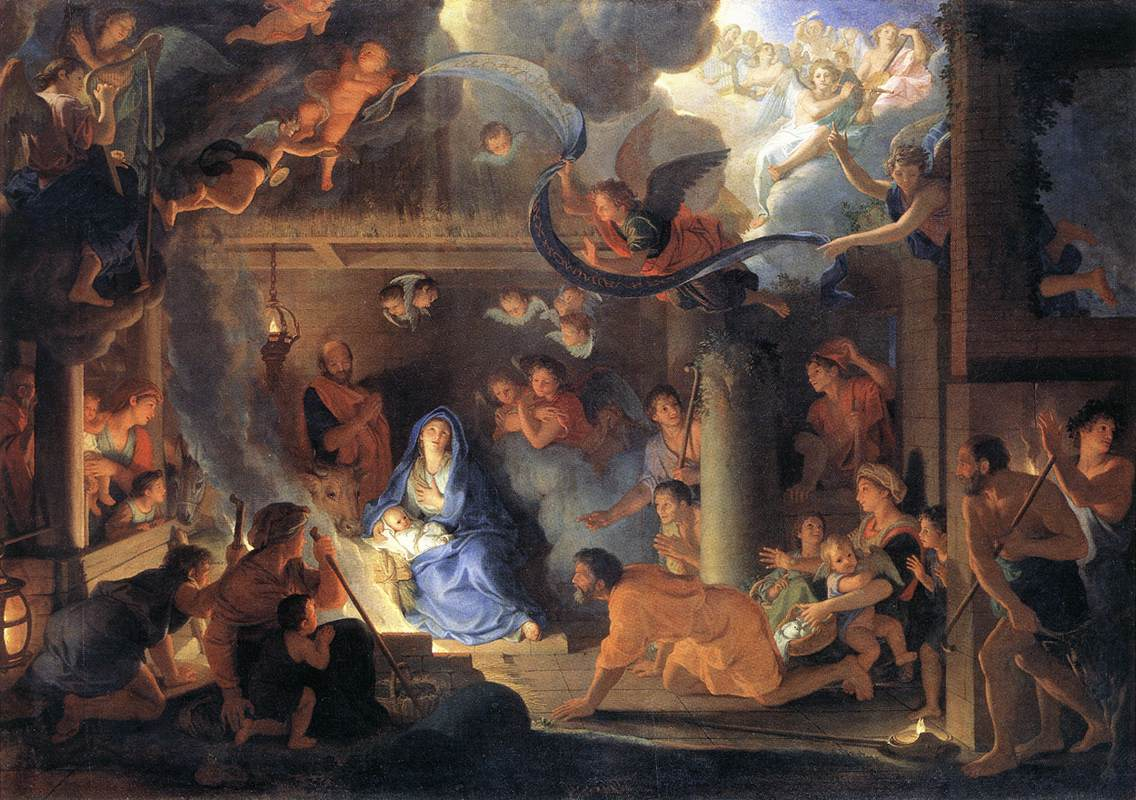
Поклоніння пастухів, (1689), Лувр

- портрет скульптора Дюкенуа, 1635, Зальцбург
- Горацій Коклес, що захищає Рим, (1644)
- Банкір Жабаш з родиною, (1647)
- Каяття Марії Магдалини (1656—1657)
- Канцлер Франції П'єр Сегюр верхи і кортеж, Лувр
- Христос у Гетсиманському саду, Ермітаж, Санкт-Петербург
- тондо Жертвоприношення Ієвфая, Росія, Серпухов
- Тріумфальний в'їзд Олександра Македонського у Вавилон,
- Родина перського царя Дарія на колінах перед Олександром Македонським, Музей історії Франції
- портрети короля Франції Людовика XIV, різні варіанти
- Поклоніння пастухів, (1689), Лувр
- Картони для гобеленів
- прокти декору залів палацу Во-ле-Віконт
- прокти декору залів палацу Версаль
- декор Аполлонової галереї в палаці Лувр
- декор залів замку Сен-Жермен.

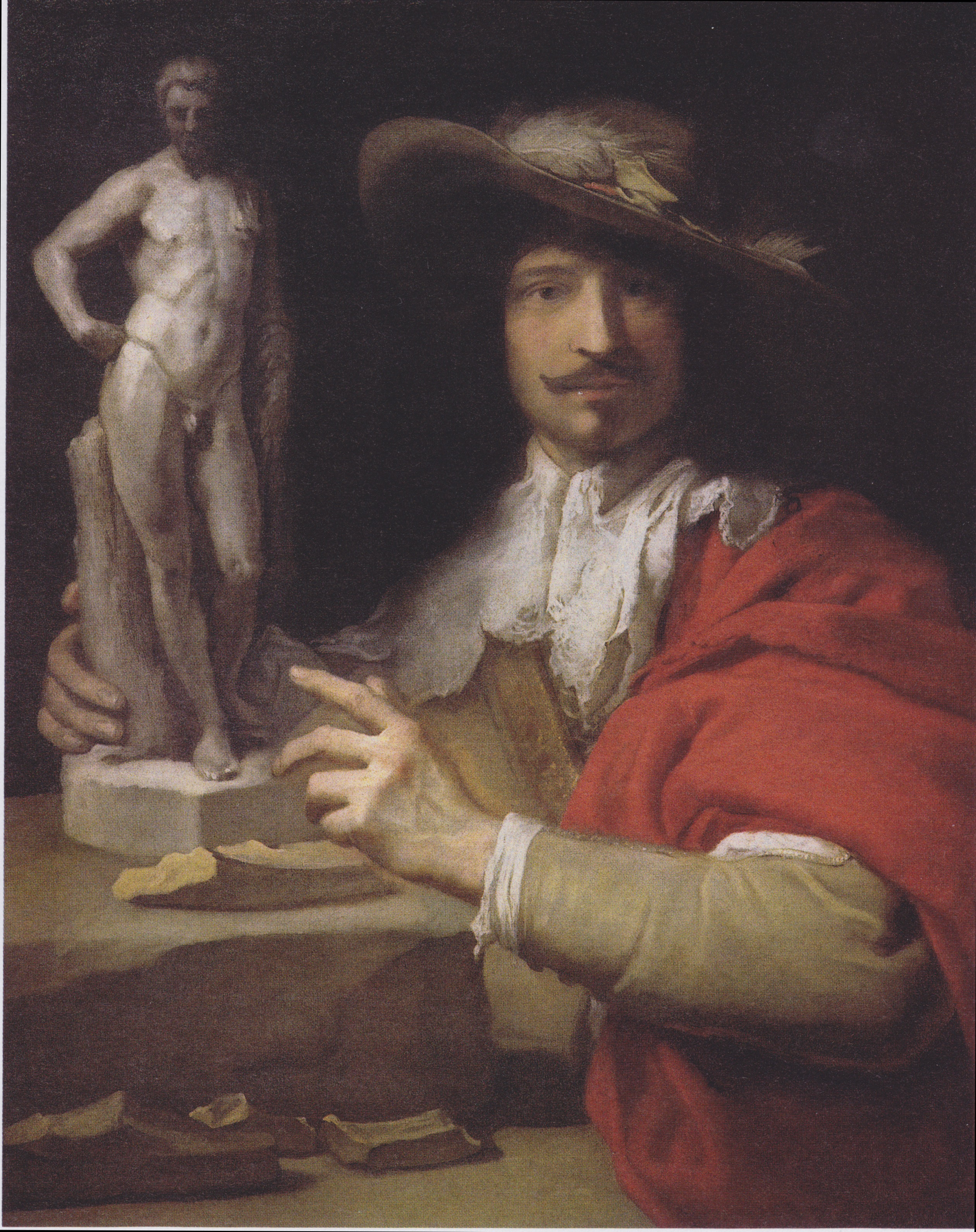
портрет скульптора Дюкенуа, 1635, Зальцбург
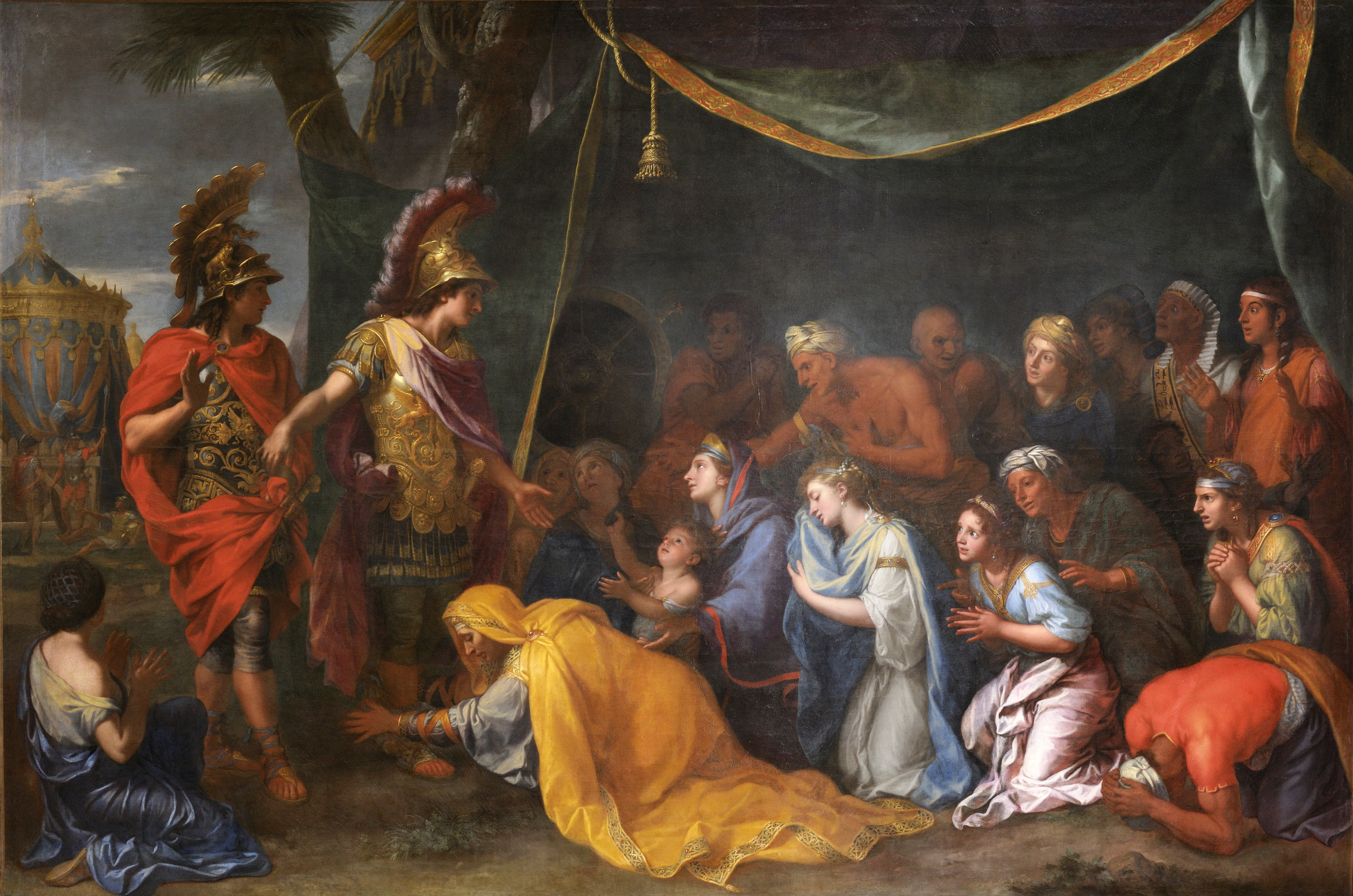
Родина перського царя Дарія на колінах перед Олександром Македонським, Музей історії Франції
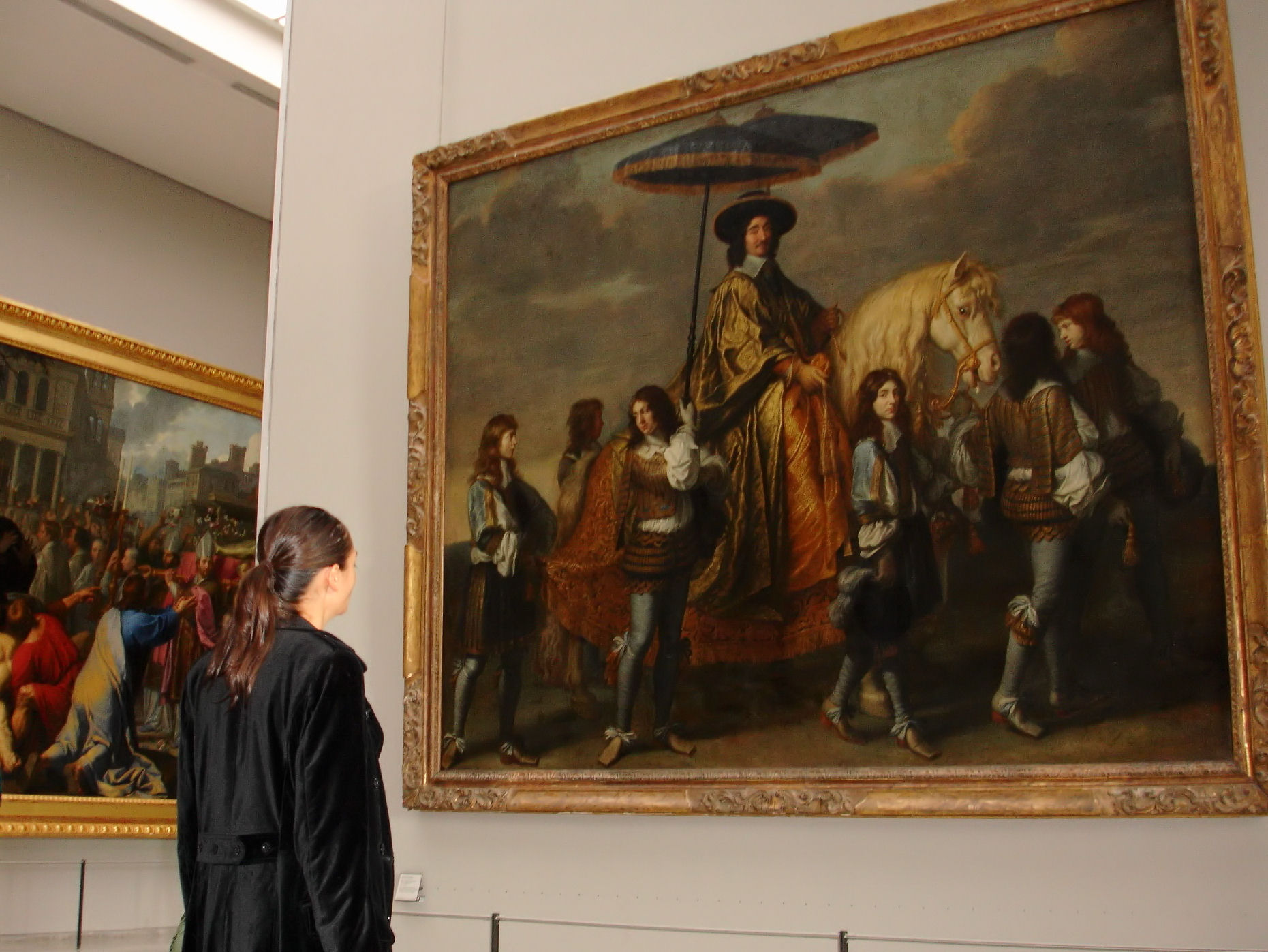
Канцлер Франції П'єр Сегюр верхи і кортеж, Лувр
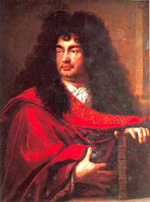
портрет Монфлері